# El barranco
El barranco es un cuento del escritor peruano José María Arguedas escrito en 1938 y publicado en 1939 en la revista 3 de Lima, con el título de Waylluy (del quechua: Waylluy ‘amor tierno’). En 1967 apareció incluido en la recopilación Amor mundo y todos los cuentos (edición de Francisco de Moncloa Editores).
Este cuento está dentro de la tónica de los trabajos precedentes de Arguedas, es decir, el de los cuentos de Agua y otros aparecidos en la prensa entre 1933 y 1938, enmarcados en un mundo rural escindido en dos grandes grupos contrapuestos: el de los explotadores, blancos o mestizos (mistis), y el de los indios, comuneros o colonos, aunque en este cuento en particular se hace más énfasis en la comunión del hombre andino con los animales, más estrecha que la del hombre occidentalizado.

## Contexto
Arguedas escribió este cuento en 1938. Hasta junio de ese año estuvo preso en El Sexto (prisión limeña), por involucrarse en una protesta contra la visita de un enviado de la dictadura fascista de Benito Mussolini. Era por entonces estudiante de letras en la Universidad de San Marcos, y tras su experiencia carcelaria se vio en la necesidad de buscar trabajo para ganarse el sustento, pues en marzo de 1939 perdió su puesto en el Correo Central, donde laboraba desde 1932. Encontró un trabajo fuera de Lima, como profesor de castellano y geografía en el Colegio Nacional de Varones Mateo Pumacahua de Sicuani, en el departamento del Cuzco. Hacia allí partió con Celia Bustamante, con quien contrajo matrimonio el 30 de junio de 1939. Permaneció en Sicuani hasta 1941, un período que el escritor consideró como el más feliz de su vida. El cuento «Waylluy» (que después sería titulado como «El Barranco»), apareció en agosto de 1939, en la revista 3, una especie de suplemento del diario El Comercio de Lima, dirigido por José A. Hernández, Arturo Jiménez Borja y Luis Fabio Xammar.
tema: la muerte de Pringo

## Escenario y ambiente
El escenario es un mundo rural, dominado por patrones o mistis, a quienes sirven los indígenas como peones o sirvientes. Teniendo en cuenta los anteriores cuentos de Arguedas de las mismas características, presumiblemente se desarrolla cerca de Puquio, en la provincia de Lucanas del departamento de Ayacucho.

## Personajes principales y secundarios
Se dividen en dos: las personas y los animales.
- Las personas:
  - La señora Grimalda, que es la patrona.
  - El mayordomo don Fermín, de la casa de la señora Grimalda.
  - La vaquera, que ordeña las vacas de la señora Grimalda.
  - Los maktillos o muchachos becerreros, es decir, cuidadores de los becerros de la señora Grimalda.
  - Los concertados o muchachos sirvientes de la casa de la señora Grimalda.
- Los animales:
  - El Pringo, el becerro que muere en el barranco de K’ello-k’ello. Era de color blanco entero y el de mejor porte de todos los becerros, por lo que era el preferido.
  - La vaca Ene, la vaca lechera madre del Pringo; se llamaba así porque tenía en el lomo negro dibujada una letra N en piel blanca. Era alta y robusta, y había dado excelentes crías y rendía diariamente un balde lleno de leche.

## Resumen
El relato empieza cuando los becerros de la señora Grimalda se tropiezan con la tropa de caballos y mulas de don Garayar en el barranco de K’ello-k’ello. El ganado se desbanda y se repliega peligrosamente en el borde del abismo, y entonces una mula nasqueña clava sus cascos en la frente de un becerrito, llamado Pringo, el cual cae al barranco, rodando por los peñascos hasta el fondo del abismo, donde termina por morir, boqueando sangre. 
Los maktillos o muchachos que cuidaban los becerros se conmueven, temiendo el castigo de la patrona, pues el Pringo era el becerro más querido, por ser el más fino y el más grande de todos; su madre la Ene, era una vaca que producía un balde de leche al día y había dado muchas crías magníficas. Los muchachos regresan a la casa con el resto de los becerros, llorando; al verlos doña Grimalda se alarma y se entera de la desgracia; entonces envía  a los concertados (sirvientes) al barranco para recoger el cuerpo del Pringo y traerlo a la casa. 
Doña Grimalda llora un rato al ver muerto a su becerro preferido, pero los maktillos y la vaquera lloran todo el día. El mayordomo don Fermín abre el cuerpo del becerro con un cuchillo y le saca el cuero. Las vacas lecheras tenían la costumbre de ir muy de mañana al corral en busca de sus becerros; ya dentro del corral la vaquera aprovechaba para ordeñarlas. Por eso el mayordomo aconseja a la patrona tender en el corral el cuero del Pringo estirándolo con estacas, para que la vaca Ene continuara el ritual de siempre. 
En efecto, así ocurre: la vaca, demostrando mucha ternura, se acerca al cuero de su becerrito y lo lame largo rato, mientras la vaquera aprovecha para ordeñarla. Así fue durante varias mañanas hasta que el mayordomo se cansa de extender el cuero con estacas y lo tira simplemente en un montículo de piedras, pero igual, la vaca se acercaba y lamía largo rato el cuero, mientras era ordeñada por la vaquera; luego se echaba al suelo, con los ojos medio cerrados, en medio del sol candente.

## Vocabulario
- Concertado: en algunas poblaciones andinas, el niño o el mozo cuyos servicios son retribuidos solamente con comida o algunos vestidos.
- Maktillo: palabra quechua que se refiere al mozuelo, niño o adolescente.
- Misti: mestizo en quechua. Un misti suele ser un miembro de la clase explotadora o al servicio de ella.
- Trojal: palabra derivada de troj (granero).

## Análisis
Este relato, como la mayoría de creaciones literarias de Arguedas, es de un gran lirismo y riqueza plástica. Aquí desenvuelve la humanización del mundo animal, haciendo de protagonista a una vaca cuya capacidad de ternura hacia su cría es tan intensa como lo podría ser el de un ser humano hacia su hijo. En otro aspecto, el manejo estilístico es acertado: al lenguaje castizo y bien expresado de las descripciones se suman los diálogos de los quechuahablantes, que el escritor ha traducido acertadamente sin perder la esencia expresiva del alma nativa, sumando algunas voces quechuas, deviniendo todo en un conjunto armonioso.
El mundo que recrea el escritor no es elaborado sobre la base del escenario externo, sea éste paisaje o acción, sino de adentro hacia afuera. Su íntimo contacto con el mundo andino, de las costumbres y la lengua quechua, le sirvió para retratar fielmente una purísima visión del espíritu nativo. Arguedas tiene la ventaja sobre otros escritores, de ser un niño indígena que constantemente recuerda y recupera el tiempo trágico de su infancia dualista, escindida entre dos mundos: el mundo de los patrones, al que pertenece por nacimiento, y el de los indígenas, al que se suma por voluntad propia.